# Cristoforo Mazara
Cristoforo Mazara (Sulmona, 18 maggio 1809 – Sulmona, 25 marzo 1879) è stato un nobile e politico italiano.

## Biografia
Nato a Sulmona nel 1809 da Panfilo Antonio Mazara, marchese di Torre de' Passeri, e da Smeralda Mazara (l'uno zio di secondo grado dell'altra), ebbe tre sorelle. Sposò la nobile Maria Tabassi, da cui ebbe due figli, Panfilo e Gentile Maria. Alla morte del padre gli successe nel titolo di marchese ed ebbe anche quelli di nobile di Sulmona e barone di Schinanforte.
Il 24 maggio 1863 fu nominato senatore del Regno, carica convalidata il 17 luglio successivo. Ricoprì inoltre ruoli politici a livello locale, essendo consigliere comunale di Sulmona e consigliere provinciale dell'Aquila tra il 1867 e il 1875. Morì nel 1879 nella sua città natale.